# ألفارو غرانادوس
ألفارو غرانادوس (مواليد 8 أكتوبر 1998) هو لاعب كرة ماء إسباني. شارك مع منتخب إسبانيا في أولمبياد 2020.